# Elfen-Krokus

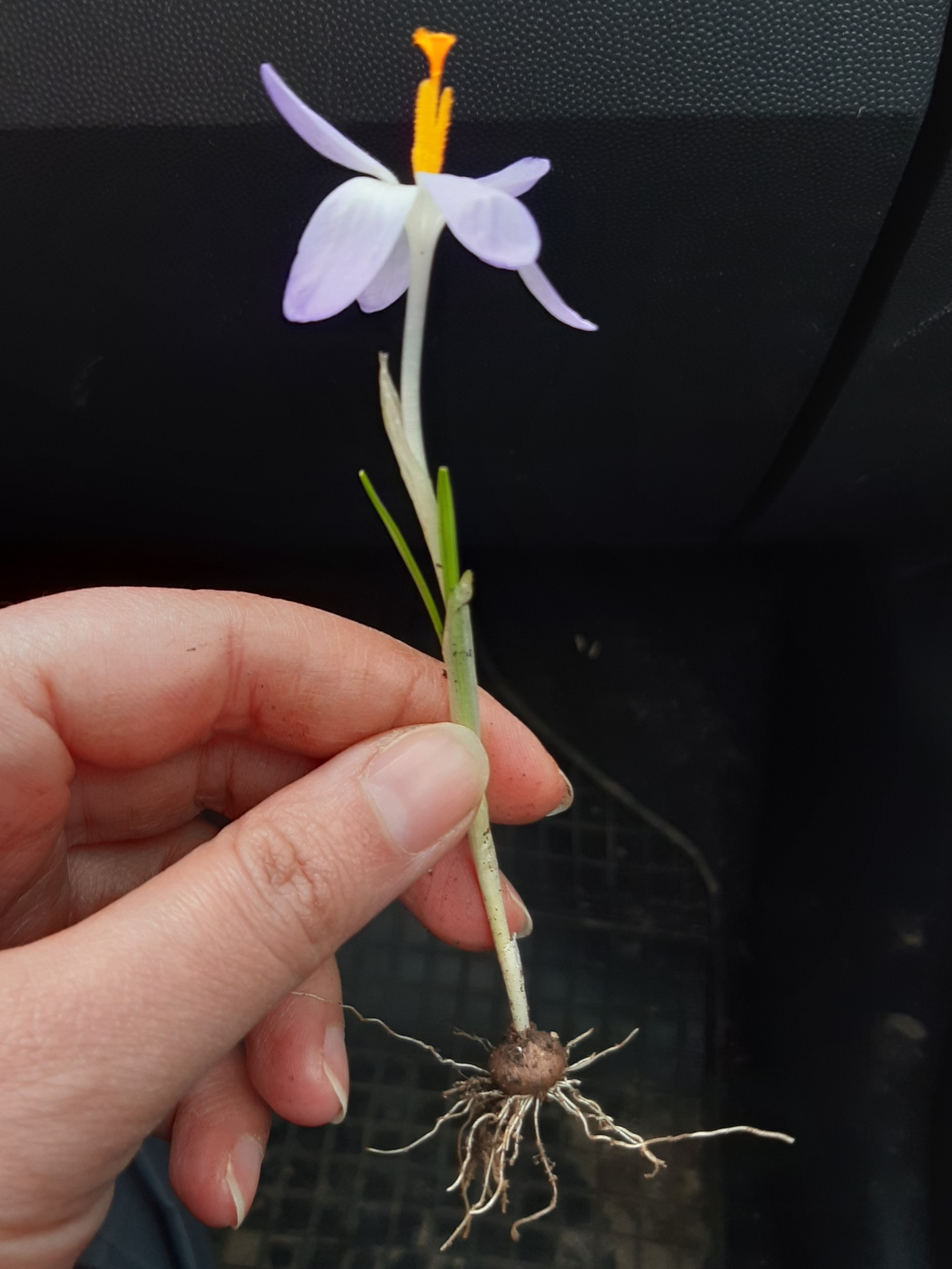
Habitus

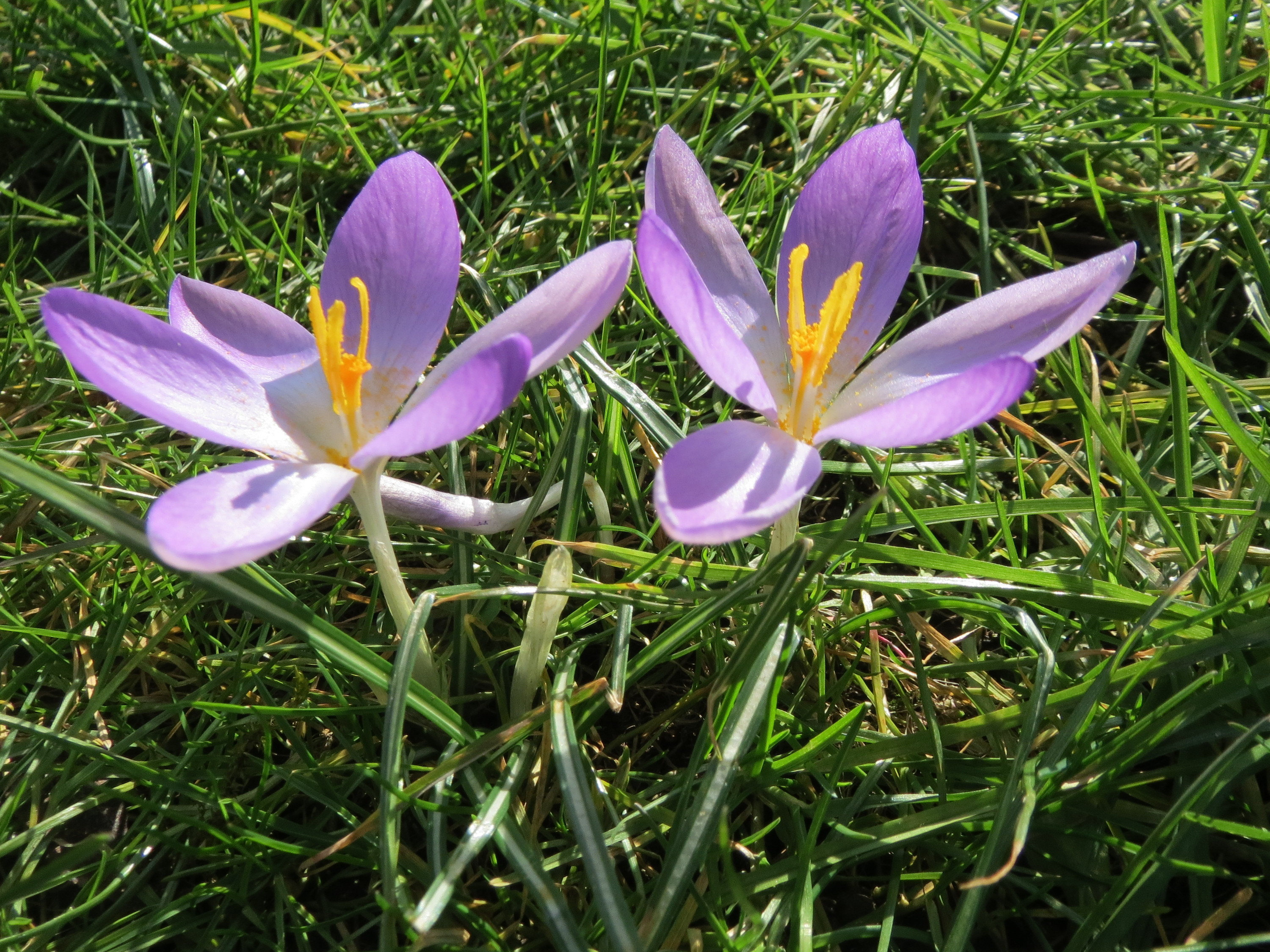
Blüten

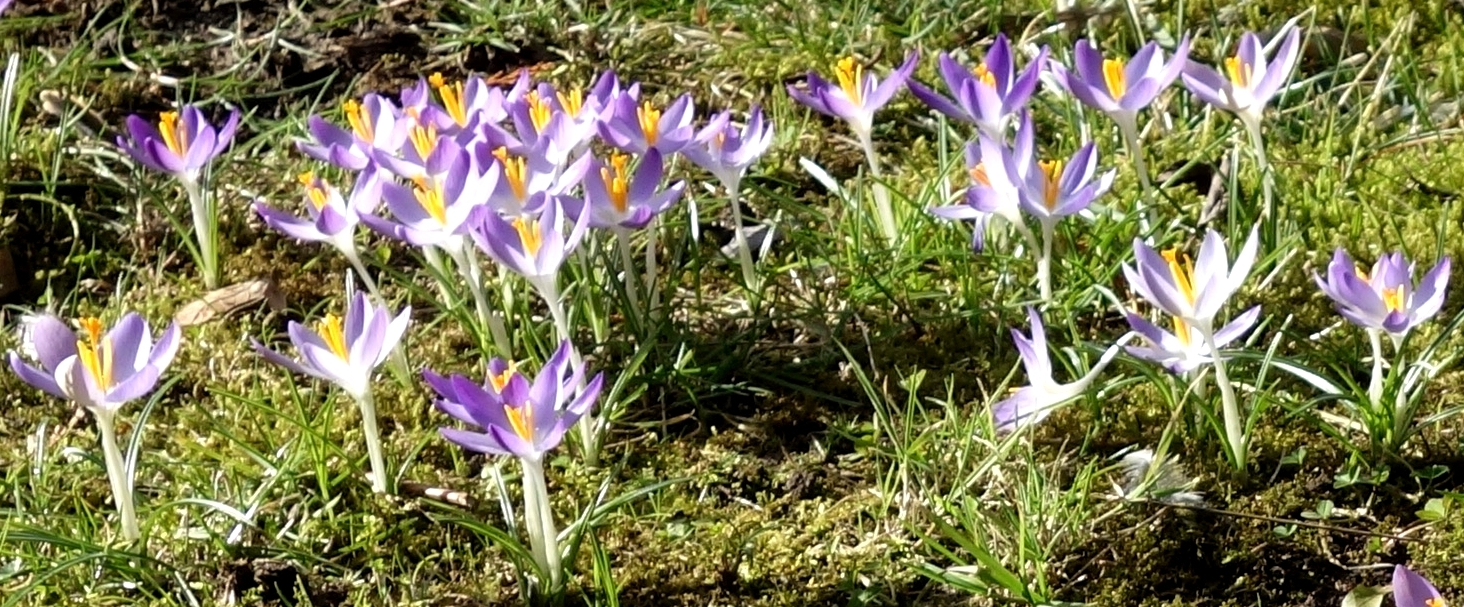
Dichte Ausbreitung von Elfen-Krokussen auf einer Rasenfläche im Februar

Der Elfen-Krokus (Crocus tommasinianus) oder Dalmatiner Krokus, auch Tommasinis Krokus genannt, ist eine Pflanzenart aus der Gattung der Krokusse (Crocus) in der Familie der Schwertliliengewächse (Iridaceae). 

## Merkmale
Der Elfen-Krokus ist eine ausdauernde krautige Pflanze, die Wuchshöhen von 7 bis 17 Zentimeter erreicht. Dieser Geophyt bildet Knollen als Überdauerungsorgane aus. Die grundständigen Laubblätter sind parallelnervig; sie haben den weißen Mittelstreifen, den fast alle Arten der Gattung haben.
Die zwittrige, dreizählige Blüte ist im unteren Teil zu einer langen Röhre verwachsen; sie weist einen Durchmesser von 2 bis 3 Millimeter auf. Die sechs Blütenhüllblätter sind gleichgestaltig. Die Perigonzipfel sind 25 bis 45 Millimeter lang, 8 bis 20 Millimeter breit, einfarbig (blass-)violett bis lila, die Außenseite ist oft heller, und sie sind nicht gestreift. Der Schlund ist weiß und zerstreut behaart. Crocus tommasinianus f. albus ist völlig weiß.
Die Blütezeit reicht von Februar bis März. Der Elfen-Krokus ist eine der am frühesten blühenden Krokus-Arten.
Die Chromosomenzahl beträgt 2n = 16.

## Vorkommen
Der Elfen-Krokus kommt in Süd-Ungarn, Kroatien, Bosnien, Serbien und Bulgarien in frischen, sommergrünen Laubwäldern und schattigen Felsbänken in Höhenlagen von 1000 bis 1500 Metern vor. Diese Art ist meist auf Kalk zu finden. In West- und Mitteleuropa wurde sie als Stinsenpflanze eingebürgert.
Die ökologischen Zeigerwerte nach Landolt et al. 2010 sind in der Schweiz: Feuchtezahl F = 2w (mäßig trocken aber mäßig wechselnd), Lichtzahl L = 3 (halbschattig), Reaktionszahl R = 4 (neutral bis basisch), Temperaturzahl T = 4 (kollin), Nährstoffzahl N = 3 (mäßig nährstoffarm bis mäßig nährstoffreich), Kontinentalitätszahl K = 3 (subozeanisch bis subkontinental).

## Nutzung
Der Elfen-Krokus wird verbreitet als Zierpflanze in Gehölzgruppen, Rabatten, Parks und Steingärten genutzt. Die Art ist seit spätestens 1847 in Kultur. Es gibt einige Sorten mit verschiedenen Blütenfarben, zum Beispiel purpurn, lavendelfarben mit weißen Spitzen oder weiß.

## Taxonomie
Der Elfen-Krokus wurde 1847 von William Herbert in Journal of the Horticultural Society of London, Band 2, S. 273 als Crocus tommasinianus erstbeschrieben. Das Artepitheton tommasinianus ehrt den aus Triest stammenden österreichisch-ungarischen Politiker und Botaniker Mutius Joseph Spiritus Ritter von Tommasini (1794–1879), der sich um die Erforschung der Flora von Dalmatien verdient gemacht hat.